# Alfredo Balloni
Alfredo Balloni es un exciclista profesional italiano. Nació en Roma, el 20 de septiembre de 1989.
Ha sido un ciclista destacado en categorías inferiores, con algunos títulos de campeón nacional en su haber.
Fue profesional desde 2010, cuando debutó con el equipo Lampre. En 2012, pasó al Farnese Vini-Selle Italia y desde mayo del 2013 está ligado con el equipo continental Ceramica Flaminia-Fondriest.

## Palmarés
2008 (como amateur)
- 1 etapa del Grand Prix Cycliste de Saguenay

## Resultados en las grandes vueltas
| Carrera         | 2010 | 2011 | 2012 | 2013 | 2014 |
| --------------- | ---- | ---- | ---- | ---- | ---- |
| Giro de Italia  | -    | -    | Ab.  | -    | -    |
| Tour de Francia | -    | -    | -    | -    | -    |
| Vuelta a España | -    | -    | -    | -    | -    |
| Mundial en Ruta | -    | -    | -    | -    | -    |

-: no participa

Ab.: abandono

## Equipos
- Lampre (2010-2011)
- Farnese Vini-Selle Italia (2012)
- Ceramica Flaminia-Fondriest (2013-2014)[1]